# Cláudio Patrício Ribeiro Júnior
Cláudio Patrício Ribeiro Júnior é um professor universitário, engenheiro químico e cientista brasileiro que estuda engenharia química aplicada na conservação de alimentos.
Tem atuado como professor e pesquisador visitante no Departamento de Engenharia Química na Universidade do Texas, em Austin.

## Biografia

### Educação
Cláudio Patrício Ribeiro Júnior é graduado em Engenharia Química pela UFMG, tendo ingressado no mestrado nesta universidade onde veio a obter os graus de mestre em engenharia química com pesquisa orientada pela professora doutora Maria Helena Caño de Andrade.
Na década de 2000, ele se tornou doutor em Engenharia Química na UFRJ em 2005, com tese orientada por Paulo Laranjeira da Cunha Lage com a co-orientação de Cristiano Piacsek Borges.

### Contribuição para a ciência
Ele adquiriu notoriedade ao se tornar um dos primeiros laureados do Prêmio Capes de Tese César Lattes relativo à edição de 2006, em razão das pesquisas que desenvolveu durante o seu doutoramento na UNICAMP.
Por meio de sua pesquisa de doutorado, Cláudio Patrício descobriu um método que permite reproduzir as propriedades nutritivas e o sabor de um suco natural em um suco artificial, utilizando o suco de laranja como objeto de sua investigação científica no Programa de Engenharia Química do Instituto Alberto Luiz Coimbra de Pós-graduação e Pesquisa de Engenharia (Coppe/UFRJ).
Cláudio Patrício inventou um sistema que consegue concentrar o suco de laranja com as menores modificações possíveis para sabor e aroma, que pode, inclusive, ser usado para outras frutas.
A contribuição socio-econômica produzida pela inovação com esse processo de conservação de propriedades nutritivas de sucos teria reflexos no comércio exterior do país, pois o Brasil é um dos maiores exportadores de suco de laranja do mundo.
Suas pesquisas vêm influenciando os outros pesquisadores, inclusive do exterior, como a tese de mestrado "Technical analysis of a combined juice concentration process involving osmotic evaporation, membrane distillation and direct contact evaporation" de defendida por Enrico Favaro na Universidade de Pádua (Itália).

## Principais obras
Alguns dos artigos publicados por Cláudio Patrício Ribeiro Júnior são:
- Ribeiro C.P. Jr., Lage P.L.C. (2004) Direct-contact evaporation in the homogeneous and heterogeneous bubbling regimes. Part i: experimental analysis. International journal of heat and mass transfer, v. 47, n. 17-18, pp. 3825-3840.
- Cláudio P. Ribeiro Jr., Cristiano P. Borges, Paulo L.C. Lage. (2005). Modeling of direct contact evaporation using simultaneous heat and multicomponent mass-transfer model for superheated bubbles. Chemical Engineering Science 60  1761 – 1772.
- Ribeiro C.P. Jr., Borges C.P., Lage P.L.C. (2005) A new route combining directcontact evaporation and vapour permeation for obtaining high-quality fruit juice concentrates. Part i: experimental analysis. Industrial and engineering chemistry research, v. 44, n. 17, pp. 6888-6902.
- Ribeiro C.P. Jr., Borges C.P., Lage P.L.C. (2007) Sparger effects during the concentration of synthetic fruit juices by direct-contact evaporation. Journal of food engineering, v. 79, n. 3, pp. 979-988.